# Zemsta (serial telewizyjny)
Zemsta (ang. Revenge) – amerykański serial telewizyjny, emitowany od 21 września 2011 do 10 maja 2015 roku przez telewizję ABC. Serial liczy 89 odcinków wyemitowanych w 4 seriach.

## Fabuła
Główną bohaterką serialu jest Emily Thorne (Emily VanCamp), która przyjeżdża w wakacje do Hamptons i wynajmuje dom na plaży, w pobliżu rezydencji rodziny Graysonów. Jak się okazuje, Emily mieszkała już w Hamptons jako dziecko. W rzeczywistości nazywa się Amanda Clarke. 17 lat wcześniej jej ojciec, David H. Clarke (James Tupper), został skazany na dożywocie za zbrodnię, której nie popełnił, a następnie zamordowany w więzieniu. Amanda została odizolowana od niego po procesie i nie widziała go ponownie. Teraz kobieta powraca do miasta i skutecznie wtapia się w nowe środowisko pełne spisków i tajemnic. Jej głównym celem jest zemsta na osobach, które przyczyniły się do dramatycznych zdarzeń w jej życiu. Dzięki zapiskom swojego ojca może prawidłowo ocenić, które osoby są winne. Głównymi podejrzanymi są Victoria (Madeleine Stowe) i Conrad Graysonowie (Henry Czerny).

## Obsada
| Kolor | Rola w serialu |
| ----- | -------------- |
|       | Główna         |
|       | Drugoplanowa   |
|       | Gościnna       |
|       | Bez występu    |

### Główna obsada
| Aktor            | Rola                       | Sezon | Sezon | Sezon    | Sezon |
| Aktor            | Rola                       | 1     | 2     | 3        | 4     |
| ---------------- | -------------------------- | ----- | ----- | -------- | ----- |
| Madeleine Stowe  | Victoria Grayson           |       |       |          |       |
| Emily VanCamp    | Emily Thorne               |       |       |          |       |
| Gabriel Mann     | Nolan Ross                 |       |       |          |       |
| Henry Czerny     | Conrad Grayson             |       |       |          |       |
| Ashley Madekwe   | Ashley Davenport           |       |       | Gościnna |       |
| Nick Wechsler    | Jack Porter                |       |       |          |       |
| Josh Bowman      | Daniel Grayson             |       |       |          |       |
| Barry Sloane     | Aiden Mathis               |       |       |          |       |
| Connor Paolo     | Declan Porter              |       |       |          |       |
| Christa B. Allen | Charlotte Grayson (Clarke) |       |       |          |       |
| James Tupper     | David Clarke               |       |       |          |       |
| Karine Vanasse   | Margaux LeMarchal          |       |       |          |       |
| Brian Hallisay   | Ben Hunter                 |       |       |          |       |
| Elena Satine     | Louise Ellis               |       |       |          |       |

### Role drugoplanowe
| Aktor                | Rola                              | Sezon | Sezon    | Sezon    | Sezon    |
| Aktor                | Rola                              | 1     | 2        | 3        | 4        |
| -------------------- | --------------------------------- | ----- | -------- | -------- | -------- |
| Margarita Levieva    | Amanda Clarke                     |       |          |          |          |
| Roger Bart           | Mason Treadwell                   |       |          |          |          |
| Ashton Holmes        | Tyler Barrol                      |       |          |          |          |
| Amber Valletta       | Lydia Davis                       |       |          |          |          |
| Hiroyuki Sanada      | Satoshi Takeda                    |       |          |          |          |
| Max Martini          | Frank Stevens                     |       |          |          |          |
| James McCaffrey      | Ryan Huntley                      |       |          |          |          |
| Robbie Amell         | Adam Connor                       |       |          |          |          |
| Courtney B. Vance    | Benjamin Brooks                   |       |          |          |          |
| Brian Goodman        | Carl Porter                       |       | Gościnna |          |          |
| James Morrison       | Gordon Murphy                     |       |          |          |          |
| Jennifer Jason Leigh | Kara Wallace Clarke               |       |          |          |          |
| Dilshad Vadsaria     | Padma Lahari                      |       |          |          |          |
| J.R. Bourne          | Kenny Ryan                        |       |          |          |          |
| Wendy Crewson        | Helen Crowley                     |       |          |          |          |
| Michael Trucco       | Nate Ryan                         |       |          |          |          |
| Cary-Hiroyuki Tagawa | Satoshi Takeda                    |       |          |          |          |
| E.J. Bonilla         | Marco Romero                      |       |          |          |          |
| Seychelle Gabriel    | Regina George                     |       |          |          |          |
| Justin Hartley       | Patrick Harper                    |       | Gościnna |          |          |
| Ana Ortiz            | Bizzy Preston                     |       |          | Gościnna |          |
| Annabelle Stephenson | Sara Munello                      |       |          |          |          |
| Anil Kumar           | Rohan Kamath                      |       |          |          |          |
| Brett Cullen         | Jimmy                             |       |          |          |          |
| Gail O’Grady         | Stevie Grayson – – I żona Conrada |       |          |          | Gościnna |
| Stephanie Jacobsen   | Nico Takeda                       |       |          |          |          |
| Olivier Martinez     | Pascal LeMarchal                  |       | Gościnna |          |          |
| Henri Esteve         | Javier Salgado                    |       |          | Gościnna |          |
| Cody Wood            | młody Conrad Grayson              |       |          | Gościnna |          |
| Tommy Flanagan       | Malcolm Black                     |       |          |          |          |
| Sebastian Pigott     | Lyman Ellis                       |       |          |          |          |
| Gina Torres          | Natalia Walsh                     |       |          |          |          |
| Courtney Love        |                                   |       |          |          |          |

## Odcinki
| Sezon | Sezon | Odcinki | Oryginalna emisja | Oryginalna emisja | Oryginalna emisja | Oryginalna emisja | Oryginalna emisja |
| Sezon | Sezon | Odcinki | Premiera sezonu   | Finał sezonu      | Premiera sezonu   | Finał sezonu      |                   |
| ----- | ----- | ------- | ----------------- | ----------------- | ----------------- | ----------------- | ----------------- |
|       | 1     | 22      | 21 września 2011  | 23 maja 2012      | 27 maja 2012      | 5 sierpnia 2012   |                   |
|       | 2     | 22      | 30 września 2012  | 12 maja 2013      | 18 listopada 2012 | 26 maja 2013      |                   |
|       | 3     | 22      | 29 września 2013  | 11 maja 2014      | 24 listopada 2013 | 20 maja 2014      |                   |
|       | 4     | 23      | 28 września 2014  | 10 maja 2015      | 14 listopada 2014 | 24 maja 2015      |                   |

## Emisja w Polsce
W Polsce serial miał premierę 27 maja 2012 roku na kanale Fox Life. Stacja emitowała Zemstę co niedzielę po dwa odcinki. Ostatni odcinek pierwszej serii został wyemitowany 5 sierpnia 2012 roku. Stacja Fox Life ponownie wyemitowała pierwszą serię od 23 sierpnia do 21 września oraz od 17 października do 15 listopada 2012. 8 stycznia 2013 emisję pierwszej serii rozpoczęła TVP1. Premiera drugiej serii nastąpiła na Fox Life 18 listopada 2012. Po likwidacji Fox Life emisję serialu przeniesiono na Fox Polska.